# Galonki (Łódź)
Pour les articles homonymes, voir Galonki.
Galonki (prononciation [ɡaˈlɔnki]) est un village de la gmina de Dobryszyce , du powiat de Radomsko, dans la voïvodie de Łódź, situé dans le centre de la Pologne.
Il se situe à environ 2 kilomètres (km) au sud de Dobryszyce (siège de la gmina), 9 kilomètres au nord-ouest de Radomsko (siège du powiat) et 73 kilomètres au sud de Łódź (capitale de la voïvodie).

## Administration
De 1975 à 1998, le village était attaché administrativement à l'ancienne voïvodie de Piotrków.

Depuis 1999, il fait partie de la nouvelle voïvodie de Łódź.